# 캐서린 히클런드
캐서린 히클런드(Catherine Hickland, 1956년 2월 11일 ~ )는 미국의 배우, 가수, 작가, 사업가이다.
포트로더데일에서 태어났다.

## 출연 작품
- 매티 프레스노 앤 더 홀로플럭스 유니버스 (2007년)
- 킬링 머신 (1991, Sweet Justice)
- 밀리언스 - 화려한 유혹 (1991년)
- 고스트 타운 (1988년) - 케이트 역
- 로보워 (1988년)
- 고스트하우스 2 (1988년)
- 더 라스트 메리드 커플 인 아메리카 (1980년)

### 텔레비전
- 원 라이프 투 리브 (1998-2009, 2012)